# Посольство Франции в ЦАР
Посольство Франции в Центральноафриканской Республике (фр. Ambassade de France en République centrafricaine) — дипломатическая миссия Французской Республики в Центральноафриканской Республике. Посольство находится в столице Центральноафриканской Республики, городе Банги, в 1-м городском округе.

## История
Дипломатические отношения между Францией и Центральноафриканской Республикой были установлены 14 августа 1960 года.
В ноябре 2022 года министерство иностранных дел Центральноафриканской Республики объявило о прекращении деканата, предоставленного Верховному представителю Франции при главе ЦАР. В соответствии с соглашением о сотрудничестве между двумя странами, посол Франции в ЦАР является самым высокопоставленным представителем дипломатического корпуса, аккредитованным в Банги.
Посольство Франции в Центральноафриканской Республике включает в себя: консульский отдел, отдел военного сотрудничества, службу внутренней безопасности.

## Послы Франции в Центральноафриканской Республике
- Роджер Барберо (1960—1965)
- Жан Франсе (1965—1966)
- Жан Арли (1966—1969)
- Альберт де Шонен (1969—1971)
- Лоран Джовангранди (1971—1973)
- Жан Ле Каннелье (1973—1976)
- Жак Юманн (1980—1981)
- Пьер Кутюрье (1981—1984)
- Жан Гроссен (1984—1985)
- Жан-Жак Мано (1985—1987)
- Альберт Павец (1987—1990)
- Антуан Фрассето (1990—1992)
- Ален Паллю де Бопюи (1992—1993)
- Жан-Поль Анжелье (1993—1996)
- Жан-Марк Симон (1996—2001)
- Доминик Боше (2001—2003)
- Жан-Пьер Дестуэсс (2003—2006)
- Ален Гирма (2006—2008)
- Жан-Пьер Видон (2008—2012)
- Серж Муцетти (2012—2013)
- Шарль Малинас (2013—2016)
- Кристиан Бадер (2016—2018)
- Эрик Жерар (2018—2020)
- Жан-Марк Гросгурен (2020—2023)
- Бруно Фуше (2023 — н. в.)